# Templo de Vênus Ericina (Quirinal)
Templo de Vênus Ericina era um dos dois templos da Roma Antiga dedicados a Vênus Ericina, situado no monte Quirinal, do lado de fora do Pomério e perto da Porta Colina (antiga Região VI - Alta Semita).

## História
Este templo foi prometido em 184 a.C. pelo cônsul Lúcio Pórcio Licino durante uma guerra contra os lígures e dedicado em 23 de abril de 181 a.C. pelo seu filho, um dos duúnviros daquele ano.
No local ficava um oráculo e se praticava a prostituição sagrada. Provavelmente fazia parte dos Jardins Salustianos e era chamado, inicialmente, também de "Aedes Veneris Hortorum Sallustianorum" ("Templo de Vênus nos Jardins Salustianos").
Neste local foi descoberto o famoso "Trono Ludovisi" (produzido em Locri) e a grande cabeça feminina conhecida como "Acrólito Ludovisi", que pode ser o que restou da grande estátua cultuada no local (ambas estão no Museo Nazionale Romano, no Palazzo Altemps). É possível ainda que ambas seja obras originais da Magna Grécia (datáveis em 460 a.C.), vindas de um antigo templo de Erice e instaladas no templo construído justamente para abrigá-las em Roma como nova casa da divindade.
O Trono de Boston, também descoberto na área, e, segundo alguns, de uma época muito mais recente (século I d.C.), pode ser simplesmente uma falsificação.

## Descrição
O templo ficava no cruzamento entre a moderna via Sicilia e a via Lucania. No século XVI, suas ruínas ainda eram visíveis e um desenho de Pirro Ligorio o representa como tendo uma base circular.
Segundo Estrabão, tratava-se de uma cópia do Templo de Vênus, na colina de Erice, dedicado à mãe de Enéas, e era circundado por belo pórtico colunado. As colunas de mármore do templo foram preservadas por terem sido reutilizadas numa capela da igreja de San Pietro in Montorio.
É possível que seja este o templo representado num denário de 63-57 a.C., uma hipótese que, se confirmada, mostra que o templo era tetrastilo e ficava sobre um rochedo.